# Мельник Ольга Володимирівна
Ольга Володимирівна Мельник (нар. 17 січня 1954, Київ) — українська музикантка та музична педагогиня.

## З життєпису
Народилася і проживає в м. Києві.
У 5-6 років уже співала й танцювала. Закінчила Київську спеціалізовану музичну школу-інтернат імені Лисенка по класу фортепіано, а в 1977 році — Київську консерваторію імені Чайковського. Одружилася з Тарасом Мельником, проживала і працювала у Москві до 1985 року. Повернувшись до Києва, організувала в 1989 році дитячий фольклорний гурт «Дай Боже!», що гастролює з концертами містами України, а також за кордоном, де високопрофесійно представляє культуру України. Ольга Мельник входить до журі різних всеукраїнських і міжнародних фестивалів і конкурсів, бере участь у фольклорних експедиціях.
Працювала в Ніжинській вищій школі викладачкою кафедри музичного виховання (1980–1982 рр.).
Одружена з Тарасом Мельником. Має дочку Соломію (нар. 1984); інша дочка — Ярослава — загинула у 2005 році.